# René (Name)
René ist ein männlicher Vorname, der auch als Familienname vorkommt.

## Herkunft und Bedeutung des Namens
- französisch, von lat. Renatus (= der Wiedergeborene; re = wieder; natus = geboren); die französische weibliche Form des Namens ist Renée.

## Namenstage
- Gedenktag katholisch: 6. Oktober
- Tschechien: 28. November

## Varianten
- männlich: René, Renne, Renato, Renatus, Renat, Renéu, Reneij
- weiblich: Renée, Renata, Renate, Renee, Renette, Renae

## Namensträger

### Einzelname
- René (Renatus) I. (1409–1480), Titularkönig von Neapel und Jerusalem, Herzog von Bar und Lothringen etc.
- René (Renatus) II. (1451–1508), Herzog von Lothringen
- René (1454–1492), Herzog von Alençon und Graf von Le Perche

### Vorname
- René Adler (* 1985), deutscher Fußballspieler
- René Arnoux (* 1948), französischer Automobilrennfahrer
- René Benko (* 1977), österreichischer Unternehmer und Immobilienentwickler
- René Bérenger (1830–1915), französischer Politiker
- René Bochmann (* 1969), deutscher Politiker (AfD)
- René Bohn (1862–1922), deutscher Chemiker
- René Bonneau (1898–1951), französischer Automobilrennfahrer
- René Böttcher (* 1979), deutscher Schauspieler, Regisseur, Theaterpädagoge, Schulleiter und Intendant
- René Cabrera (1925–?), bolivianischer Fußballspieler
- René Carol (1920–1978), deutscher Schlagersänger
- René Delanne (1914–1995), nigrischer Gewerkschafter und Politiker
- René Deltgen (1909–1979), luxemburgischer Schauspieler
- René Descartes (1596–1650), auch Renatus Cartesius, französischer Philosoph, Mathematiker und Naturwissenschaftler
- René Dreux (1891–1980), französischer Automobilrennfahrer
- René Favaloro (1923–2000), argentinischer Herzchirurg
- René Felix (* 1990), österreichischer Fußballspieler
- René Gerth (* 1972), deutscher Biathlet
- René Giessen (* 1944), deutscher Komponist
- René Girard (1923–2015), französischer Kulturanthropologe und Philosoph
- René Goscinny (1926–1977), Comicautor, Erfinder von Asterix
- René Hall (1903–1988), US-amerikanischer Gitarrist, Arrangeur und Songwriter
- René Hanriot (1867–1925), französischer Automobilrennfahrer und Flugpionier
- René Harder (* 1971), deutscher Regisseur, Autor, Schauspieler und Professor für Schauspiel
- René Herms (1982–2009), deutscher Leichtathlet
- René Horn (* 1985), deutscher Gewichtheber und Coach
- René Houseman (1953–2018), argentinischer Fußballspieler
- René Kiener (* 1938), Schweizer Eishockeytorwart
- René de Knyff (1865–1955), französischer Automobilrennfahrer und Vorsitzender der Motorsportvereinigung CSI
- René Kollo (* 1937), deutscher Tenor (Kammersänger)
- Peter René Körner (1921–1989), deutscher Schauspieler
- René Lacoste (1904–1996), französischer Tennisspieler und Modeschöpfer
- René Le Bègue (1857–1914), französischer Fotograf
- René Le Bègue (1914–1946), französischer Automobilrennfahrer
- René Lego (1764–1794), französischer Priester und Märtyrer
- René Lehner (* 1955), Schweizer Comiczeichner und Buchautor
- René Magritte (1898–1967), belgischer Maler des Surrealismus
- René Mercet (1898–1961), Schweizer Fußballschiedsrichter
- René Metge (1941–2024), französischer Rallyefahrer
- René Meusel (* 1982), deutscher Choreograf, Regisseur und Tänzer
- René Münnich (* 1977), deutscher Automobilrennfahrer, Rennstallbesitzer und Unternehmer
- René Nan (≈1932–2015), französischer Jazz-Schlagzeuger
- René Nicod (1881–1950), französischer Politiker und Résistant
- René „Mickey“ Nicolas (1926–2018), französischer Musiker, Arrangeur und Komponist
- René Nyberg (* 1946), finnischer Diplomat, Botschafter
- René Obermann (* 1963), deutscher Manager
- René Oltmanns (* 1979), deutscher Schauspieler
- René Osterwalder (1954–2025), Schweizer Sexualstraftäter
- René Pitter (* 1989), österreichischer Fußballspieler
- René Pollesch (1962–2024), deutscher Dramatiker und Regisseur
- René Pöltl (* 1967), deutscher Kommunalpolitiker, Oberbürgermeister von Schwetzingen
- René Renoult (1867–1946), französischer Politiker
- René Rhinow (* 1942), Schweizer Jurist und Politiker
- René Rivera (* 1983), US-amerikanischer Baseballspieler
- René Rydlewicz (* 1973), deutscher Fußballspieler
- René Scheibli (1936–2010), Schweizer Schauspieler
- René Schnitzler (* 1985), deutscher Fußballspieler
- René Schulthoff (* 1972), deutscher Journalist, Reporter und Redakteur
- René Schwarzenbach (* 1945), Schweizer Chemiker und Hochschullehrer
- René Stein (* 1981), deutscher Koch
- René Steinke (* 1963), deutscher Schauspieler
- René Stüssi (* 1978), Schweizer Eishockeyspieler
- René Summer (* 1987), österreichischer Fußballtorhüter
- René Sydow (* 1980), deutscher Schriftsteller, Kabarettist, Schauspieler und Regisseur
- René Vietto (1914–1988), französischer Radrennfahrer
- René Villadsen (* 1986), dänischer Handballspieler
- René Wedeward (* 1976), deutscher Schauspieler und Theaterpädagoge
- René Weiler (* 1973), Schweizer Fußballspieler und -trainer
- René Weller (1953–2023), deutscher Boxer
- René Zia (* 1991), österreichischer Fußballspieler
- René Zumtobel (* 1971), österreichischer Politiker (SPÖ)

### Namensträgerin
- Rene Russo (* 1954), US-amerikanische Filmschauspielerin

### Familienname
- Anna Schoen-René (1864–1942), deutschamerikanische Opernsängerin (Sopran) und Gesangspädagogin
- Denise René (1913–2012), französische Kunsthändlerin
- Fiona Rene (* 1988), chinesisch-US-amerikanische Schauspielerin und Synchronsprecherin
- France-Albert René (1935–2019), seychellischer Präsident
- Googie René (1927–2007), US-amerikanischer Pianist
- Henri René (1906–1993), US-amerikanischer Jazz- und Unterhaltungsmusiker
- James Rene (* 1986), Fußballspieler (Turks- und Caicosinseln)
- Marvin René (* 1995), französischer Sprinter
- Maureen René (1933–2020), britische Pop-Sängerin
- Mélanie René (* 1990), Schweizer Sängerin
- Norman René (1951–1996), US-amerikanischer Film- und Theaterregisseur und Filmproduzent
- Roy Rene (1891–1954), australischer Komiker und Schauspieler
- Vincent René-Lortie, kanadischer Filmregisseur und Drehbuchautor
- Wendy Rene (1947–2014), US-amerikanische Soulsängerin